# Арикур
Арику́р (фр. Harricourt) — коммуна во Франции, находится в регионе Шампань — Арденны. Департамент коммуны — Арденны. Входит в состав кантона Бюзанси. Округ коммуны — Вузье.
Код INSEE коммуны — 08215.
Коммуна расположена приблизительно в 200 км к востоку от Парижа, в 70 км северо-восточнее Шалон-ан-Шампани, в 45 км к югу от Шарлевиль-Мезьера.

## Население
Население коммуны на 2008 год составляло 50 человек.
| 1962 | 1968 | 1975 | 1982 | 1990 | 1999 | 2008 |
| ---- | ---- | ---- | ---- | ---- | ---- | ---- |
| 60   | 80   | 70   | 74   | 71   | 60   | 50   |

## Администрация
| Период | Период | Фамилия     | Партия | Должность |
| ------ | ------ | ----------- | ------ | --------- |
| 2001   | 2008   | Жерар Мутон |        |           |
| 2008   |        | Жоэль Карр  |        |           |

## Экономика
В 2007 году среди 31 человек в трудоспособном возрасте (15—64 лет) 23 были экономически активными, 8 — неактивными (показатель активности — 74,2 %, в 1999 году было 51,3 %). Из 23 активных работали 22 человека (12 мужчин и 10 женщин), безработной была 1 женщина. Среди 8 неактивных 2 человека были учениками или студентами, 3 — пенсионерами, 3 были неактивными по другим причинам.

## Фотогалерея

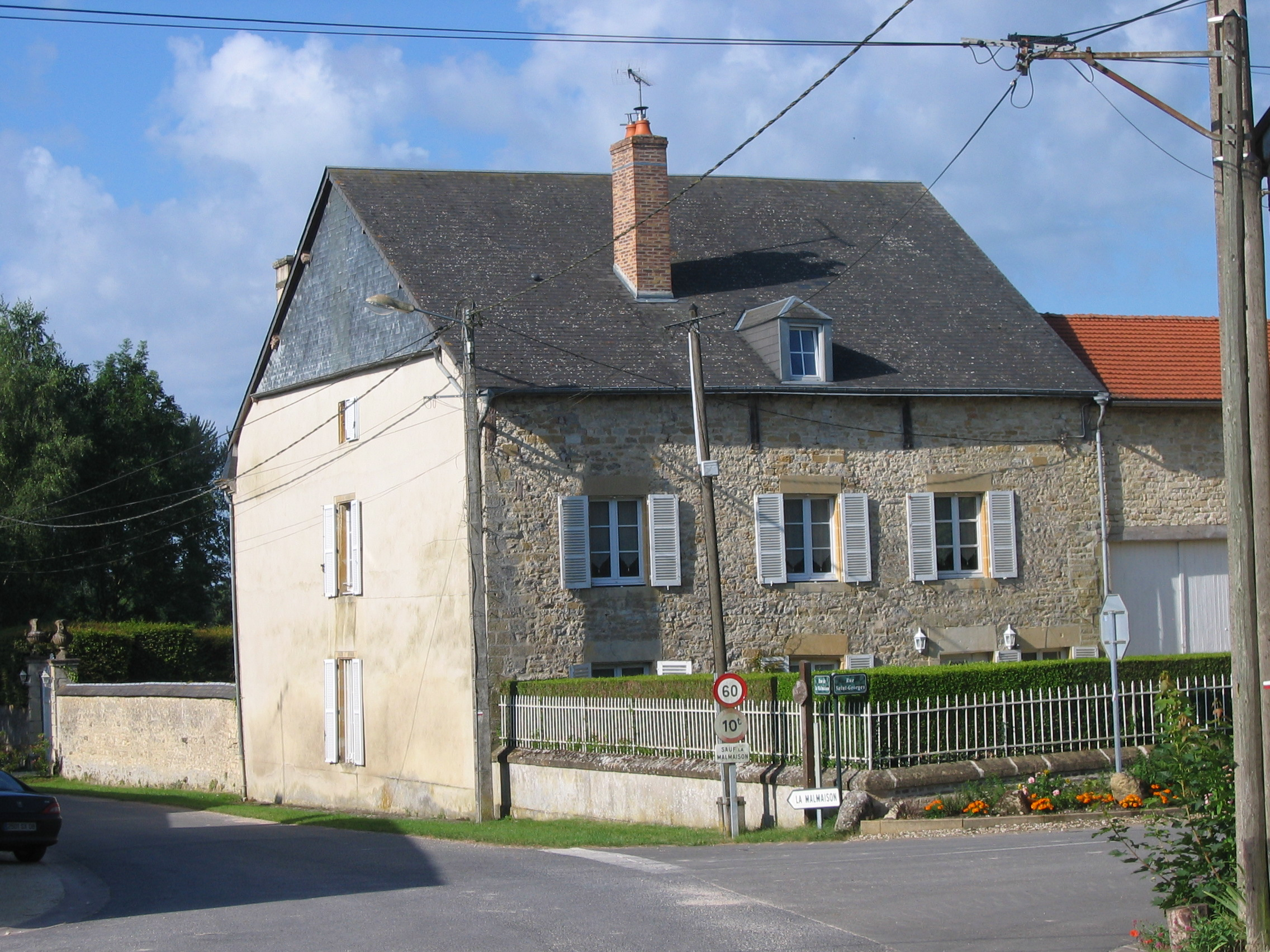
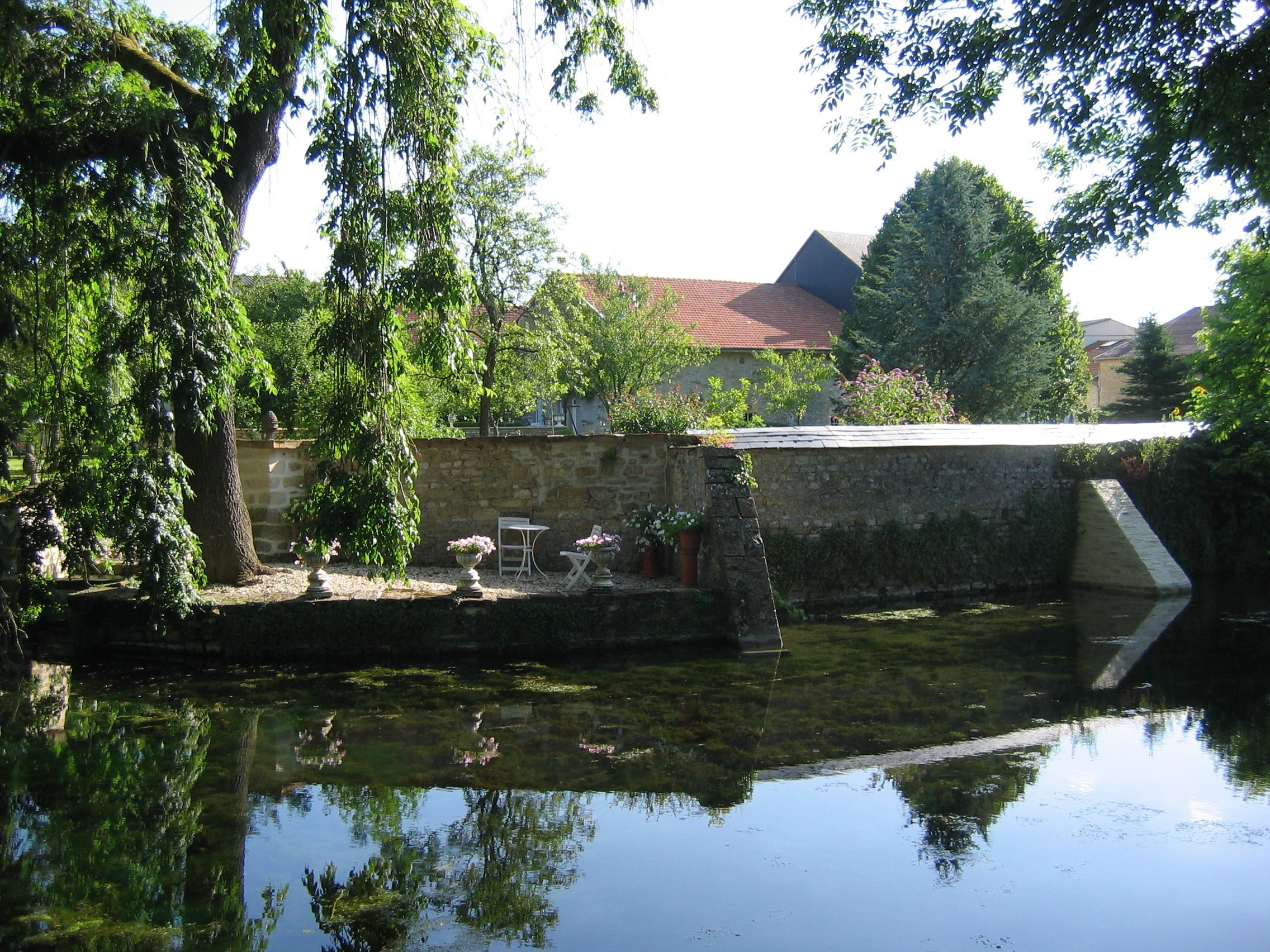
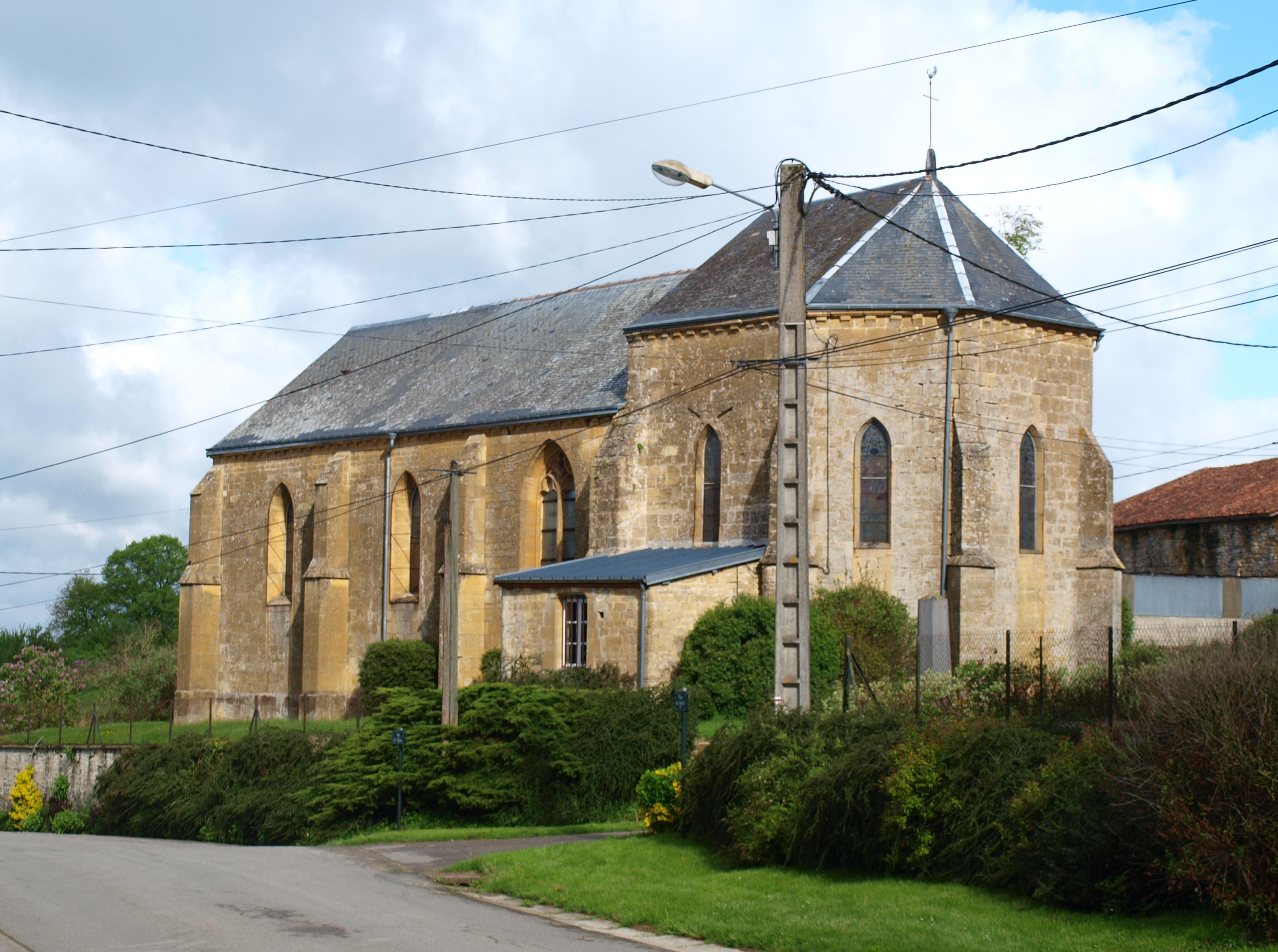
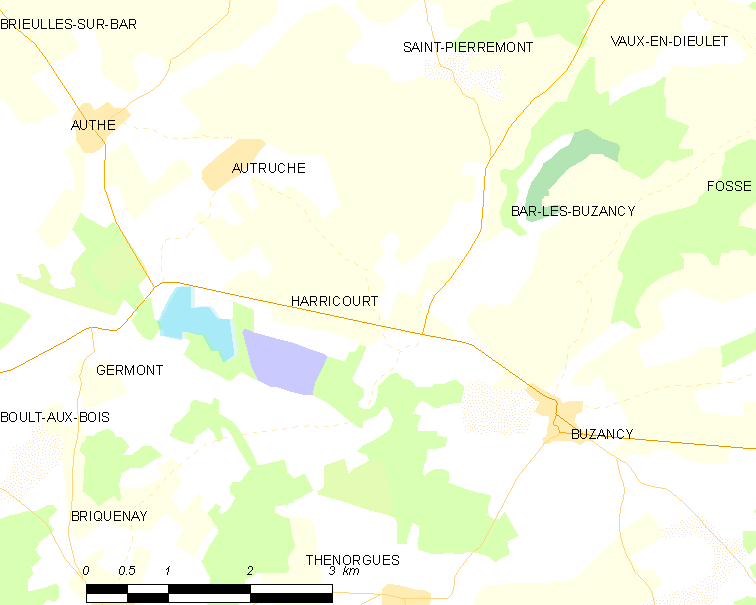
Карта коммуны